# Leucopis maculata
Leucopis maculata is een vliegensoort uit de familie van de Chamaemyiidae. De wetenschappelijke naam van de soort is voor het eerst geldig gepubliceerd in 1910 door Thompson.